# Serra de la Rovireta
La Serra de la Rovireta és una serra del terme municipal de Sant Quirze Safaja, a la comarca del Moianès. És la continuïtat cap al sud-oest del Serrat de la Codina, que és el seu extrem nord-est. Pel costat sud-oest, s'allargassa fins damunt de les masies de Can Torrents i del Cerdà, a llevant del poble de Sant Quirze Safaja.